# 31665 Veblen
31665 Veblen este o planetă minoră (asteroid), cu un diametru de 6,33 km, din centura de asteroizi. A fost descoperită pe 10 mai 1999 la Prescott Observatory⁠(d) de Paul G. Comba⁠(d) și a fost numită după Oswald Veblen. 
Obiectul prezintă o orbită caracterizată de o semiaxă mare de 3,0486202 UAi, o excentricitate de 0,09, o înclinație de 2,32645 ° în raport cu ecliptica.